# Saʿd ad-Din Arkidsch
Saʿd ad-Din Arkidsch (arabisch سعد الدين أركيج, türkisch Sadettin Ergeç; * 1948 in Kirkuk) ist ein irakischer Politiker turkmenischer Abstammung und war 2005 bis 2011 Vorsitzender der Turkmenenfront des Irak.

## Biografie
Saʿd ad-Din Arkidsch entstammt einer turkmenischen Familie aus Kirkuk, wo er auch die Grund-, Mittel- und Weiterführende Schule absolvierte. Seine Hochschulausbildung erfolgte an der Fakultät Maschinenbau an der Universität Ankara. 1978 wurde er Lehrer an der Universität Bagdad. Nach Repressalien der irakischen Regierung unter Saddam Hussein gegenüber den ethnischen Minderheiten, unter anderem Turkmenen und nach der Hinrichtung des früheren Turkmenenführers Nejdet Koçak wechselte er an die University of Sulaimani. 1982 nach der Schließung der Universität in Sulaimaniyya wechselte er zur Universität Mossul und von dort zur Universität in Tikrit, wo er bis 2003 als Lehrer tätig war. 
Arkidsch hat sich politisch gegen Forderungen der Kurden positioniert. Am 31. Dezember 2003 organisierte er eine turkmenisch-arabische Demonstration in Kirkuk. Diese nahm für vermutlich drei Personen einen tödlichen Ausgang, als sich die Demonstranten dem Gebäude der Kurdischen Autonomieregierung näherten. Arkidsch beschuldigte Sicherheitsleute der Peschmerga, geschossen zu haben. Eine neun Tage zuvor von Kurden abgehaltene Demonstration verlief friedlich. 2005 wurde er mit großer Mehrheit zum Vorsitzenden der Turkmenenfront des Irak gewählt.
Der Nachfolger von Saʿd ad-Din Arkidsch als Vorsitzender der Turkmenenfront wurde im Mai 2011 Arschad Salihi.